# Victor Bourgeois
Victor Bourgeois, född 29 augusti 1897 i Charleroi,  död 22 juli 1962 i Bryssel, var en belgisk arkitekt och stadsplanerare. 
Han studerade arkitektur vid Académie royale des beaux-arts i Bryssel 1914-19. År 1922 startade han och några kollegor, däribland brodern och poeten Pierre Bourgeois, kulturtidskriften 7 Arts, som kom att bli tongivande inom den belgiska Modernismen under 1920-talet.
I mitten av 1920-talet fick Bourgeois, tillsammans med 15 andra arkitekter, uppdraget att projektera bostadsområdet Weissenhofsiedlung i Stuttgart, som kom att bli något av en symbol för den tidiga funktionalismens bostadsbyggande. 
År 1928 blev han medlem i tankesmedjan CIAM (Congrès Internationaux d'Architecture Moderne) och deltog vid dess första kongress i La Sarraz. Victor Bourgeois organiserade för övrigt organisationens tredje möte i Bryssel 1930.
År 1939 fick Bourgeois, tillsammans med Henry van de Velde och Léon Stynen, uppdraget att rita den belgiska paviljongen till Världsutställningen i New York samma år och fick ett liknande uppdrag 1958, då utställningen hölls i Bryssel.
Under sin karriär fick Bourgeois många uppdrag i Belgien som var av social och offentlig karaktär, med tonvikt på bostäder, skolor och förvaltningsbyggnader, vilka gestaltades med ett tidstypiskt, funktionalistiskt uttryck.

Cité Moderne (Berchem-Sainte-Agathe, 1922-1925)
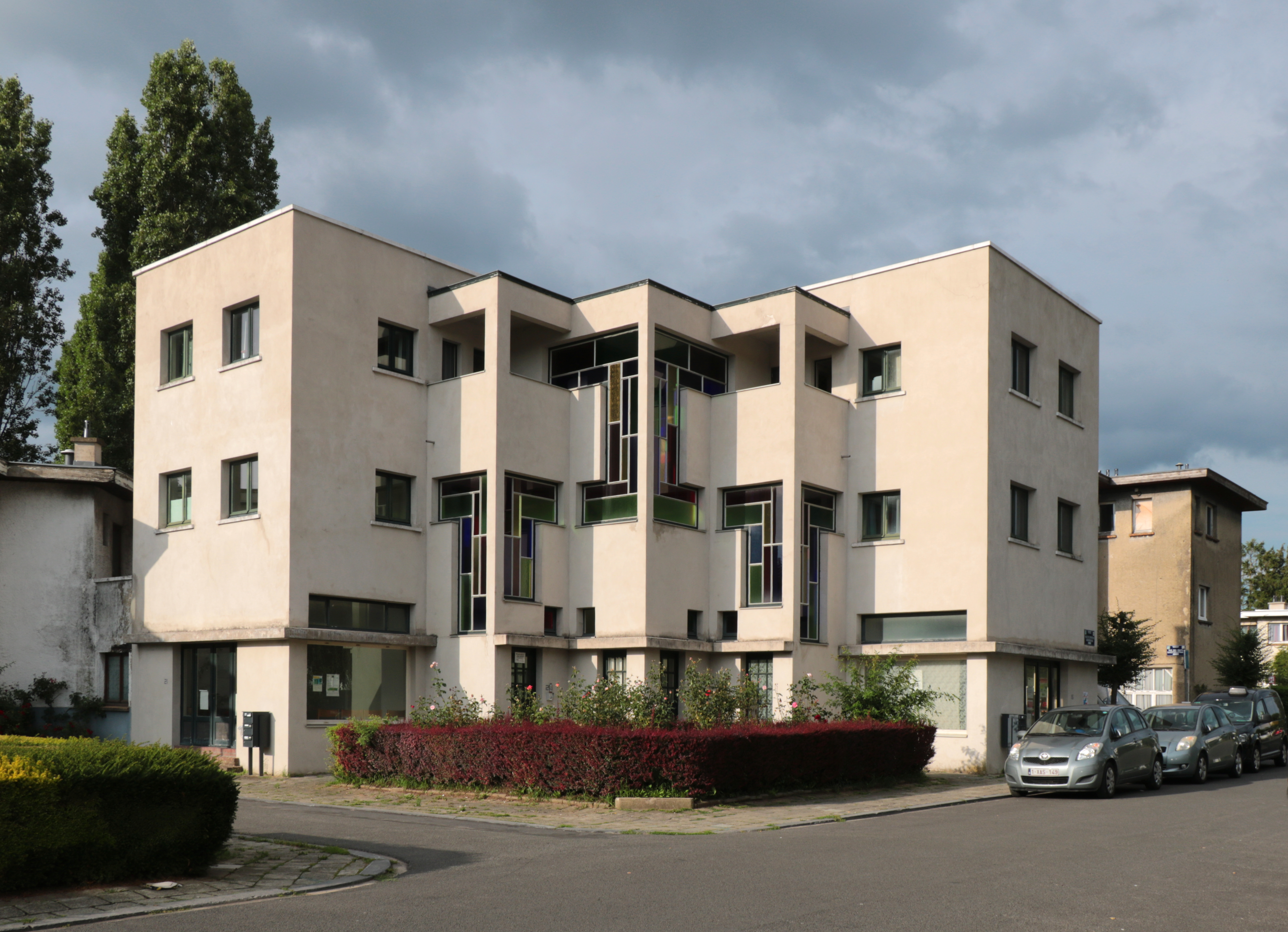
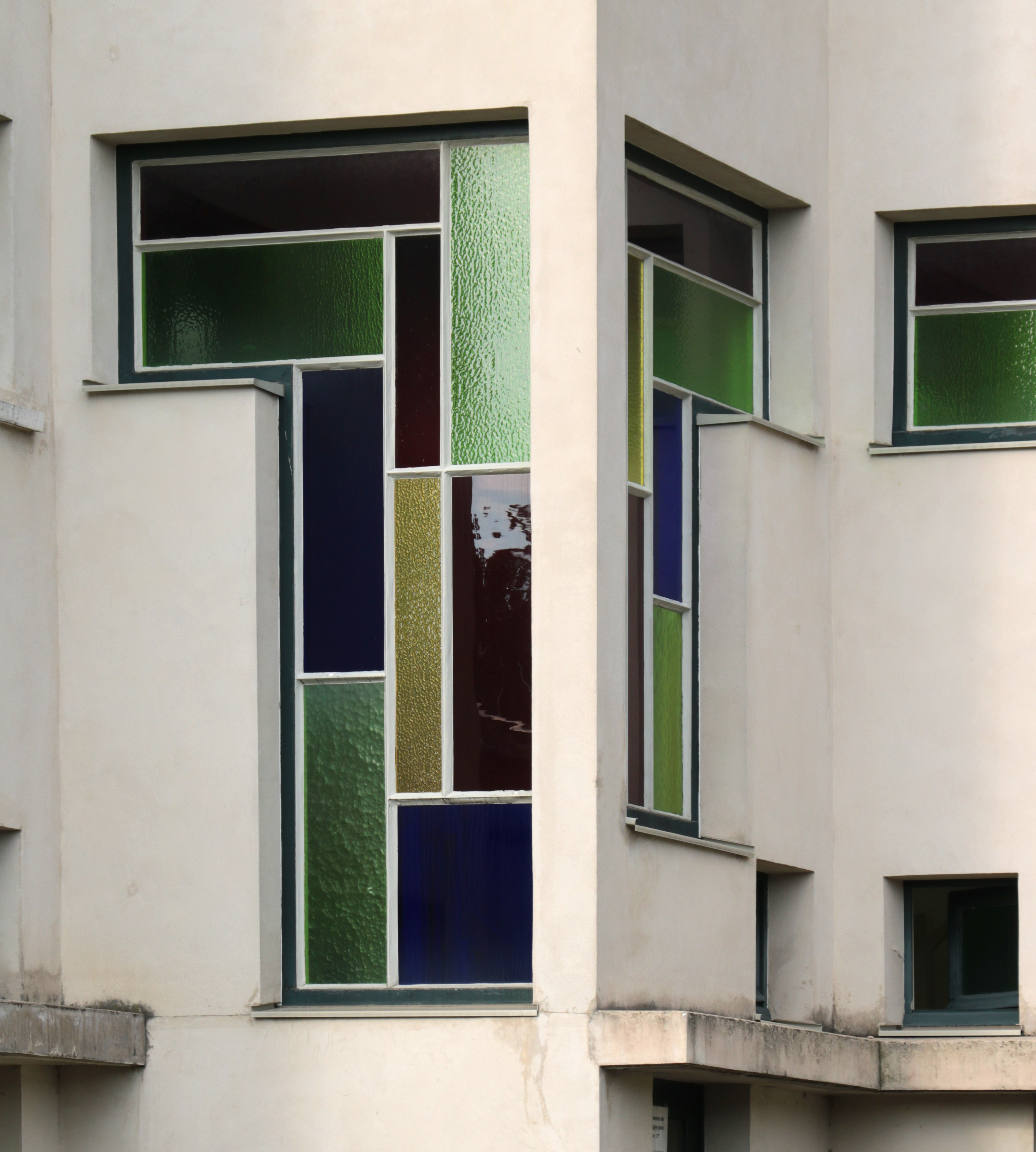
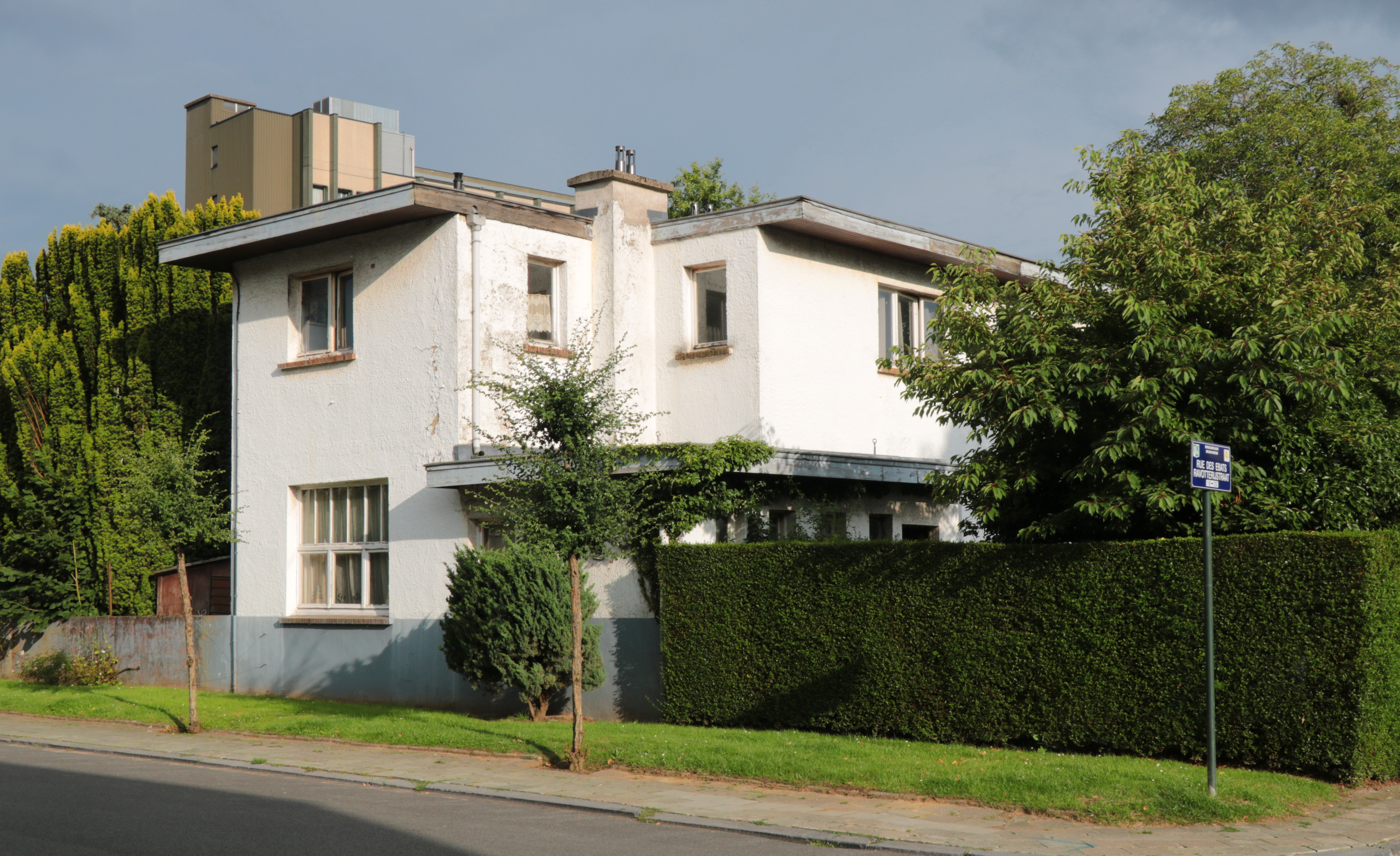